# Cymru Premier 2025-2026
La Cymru Premier 2025-2026, anche nota come JD Cymru Premier 2025-2026 per motivi di sponsorizzazione, sarà la 34ª edizione della massima serie del campionato di calcio gallese, che inizierà l'8 agosto 2025 e terminerà il 17 maggio 2026. La squadra campione in carica è il The New Saints.
Si tratta dell'ultima stagione a 12 squadre, dal momento che la riforma del campionato prevede un allargamento a 16 partecipanti dalla stagione 2026-2027.

## Stagione

### Novità
Dalla stagione precedente sono stati retrocessi Newtown e Aberystwyth Town, ultimi due classificati del campionato ed entrambi alla prima retrocessione nella loro storia. Al loro posto sono stati promossi Colwyn Bay, vincitore della Cymru North e di ritorno dopo una sola stagione di assenza, e Llanelli Town, vincitore della Cymru South e di ritorno in massima serie dopo 6 anni.

### Formula
Le 12 squadre giocano un girone all'italiana con partite di andata e ritorno, per un totale di 22 giornate. Al termine della stagione regolare il campionato viene diviso in due gironi da 6 squadre, che giocano andata e ritorno rispettivamente per il titolo e la salvezza.
La prima classificata nel girone per il titolo è campione del Galles e si qualifica per la UEFA Champions League 2026-2027, mentre la seconda classificata si qualifica per la UEFA Conference League 2026-2027 insieme con la vincitrice della Welsh Cup 2025-2026. Le altre quattro squadre del girone per il titolo e la prima del girone salvezza si qualificano per i play-off Conference League, che assegnano un terzo posto per la Conference League.
Le ultime due classificate nel girone salvezza sono retrocesse direttamente in Cymru North o in Cymru South.

## Squadre partecipanti
| Club                            | Città         | Stadio                          | Stagione precedente  |
| ------------------------------- | ------------- | ------------------------------- | -------------------- |
| Bala Town                       | Bala          | Maes Tegid                      | 6° in Cymru Premier  |
| Barry Town Utd                  | Barry         | Jenner Park                     | 7° in Cymru Premier  |
| Briton Ferry Llansawel          | Briton Ferry  | Old Road                        | 10° in Cymru Premier |
| Caernarfon Town                 | Caernarfon    | The Oval                        | 4° in Cymru Premier  |
| Cardiff Metropolitan University | Cardiff       | Cyncoed Campus Artificial Pitch | 5° in Cymru Premier  |
| Colwyn Bay                      | Old Colwyn    | Llanellan Road                  | 1° in Cymru North    |
| Connah's Q.N.                   | Connah's Quay | Deeside Stadium                 | 8° in Cymru Premier  |
| Flint Town Utd                  | Flint         | Cae-y-Castell                   | 9° in Cymru Premier  |
| Haverfordwest County            | Haverfordwest | Bridge Meadow Stadium           | 3° in Cymru Premier  |
| Llanelli Town                   | Llanelli      | Stebonheath Park                | 1° in Cymru South    |
| Penybont                        | Bridgend      | KYMCO Stadium                   | 2° in Cymru Premier  |
| The New Saints                  | Oswestry      | Park Hall                       | Campione di Galles   |

## Allenatori e primatisti
| Squadra                         | Allenatore     | Calciatore più presente | Cannoniere |
| ------------------------------- | -------------- | ----------------------- | ---------- |
| Bala Town                       | Steve Fisher   |                         |            |
| Barry Town Utd                  | Andy Legg      |                         |            |
| Briton Ferry Llansawel          | Andy Dyer      |                         |            |
| Caernarfon Town                 | Richard Davies |                         |            |
| Cardiff Metropolitan University | Ryan Jenkins   |                         |            |
| Colwyn Bay                      | Michael Wilde  |                         |            |
| Connah's Q.N.                   | John Disney    |                         |            |
| Flint Town Utd                  | Lee Fowler     |                         |            |
| Haverfordwest County            | Tony Pennock   |                         |            |
| Llanelli Town                   | Lee John       |                         |            |
| Penybont                        | Rhys Griffiths |                         |            |
| The New Saints                  | Craig Harrison |                         |            |

## Stagione regolare

### Classifica finale
|  | Pos. | Squadra                         | Pt | G | V | N | P | GF | GS | DR |
|  | ---- | ------------------------------- | -- | - | - | - | - | -- | -- | -- |
|  | 1.   | Bala Town                       | 0  | 0 | 0 | 0 | 0 | 0  | 0  | 0  |
|  | 2.   | Barry Town Utd                  | 0  | 0 | 0 | 0 | 0 | 0  | 0  | 0  |
|  | 3.   | Briton Ferry Llansawel          | 0  | 0 | 0 | 0 | 0 | 0  | 0  | 0  |
|  | 4.   | Caernarfon Town                 | 0  | 0 | 0 | 0 | 0 | 0  | 0  | 0  |
|  | 5.   | Cardiff Metropolitan University | 0  | 0 | 0 | 0 | 0 | 0  | 0  | 0  |
|  | 6.   | Colwyn Bay                      | 0  | 0 | 0 | 0 | 0 | 0  | 0  | 0  |
|  | 7.   | Connah's Q.N.                   | 0  | 0 | 0 | 0 | 0 | 0  | 0  | 0  |
|  | 8.   | Flint Town Utd                  | 0  | 0 | 0 | 0 | 0 | 0  | 0  | 0  |
|  | 9.   | Haverfordwest County            | 0  | 0 | 0 | 0 | 0 | 0  | 0  | 0  |
|  | 10.  | Llanelli Town                   | 0  | 0 | 0 | 0 | 0 | 0  | 0  | 0  |
|  | 11.  | Penybont                        | 0  | 0 | 0 | 0 | 0 | 0  | 0  | 0  |
|  | 12.  | The New Saints                  | 0  | 0 | 0 | 0 | 0 | 0  | 0  | 0  |

Legenda:
      Ammesse alla poule scudetto
      Ammesse alla poule retrocessione
Note:

## Poule scudetto
Le squadre mantengono i punti conquistati nella stagione regolare.

### Classifica finale
|                   | Pos. | Squadra | Pt | G | V | N | P | GF | GS | DR |
| ----------------- | ---- | ------- | -- | - | - | - | - | -- | -- | -- |
| Galles (bandiera) | 1.   |         | 0  | 0 | 0 | 0 | 0 | 0  | 0  | 0  |
|                   | 2.   |         | 0  | 0 | 0 | 0 | 0 | 0  | 0  | 0  |
|                   | 3.   |         | 0  | 0 | 0 | 0 | 0 | 0  | 0  | 0  |
|                   | 4.   |         | 0  | 0 | 0 | 0 | 0 | 0  | 0  | 0  |
|                   | 5.   |         | 0  | 0 | 0 | 0 | 0 | 0  | 0  | 0  |
|                   | 6.   |         | 0  | 0 | 0 | 0 | 0 | 0  | 0  | 0  |

Legenda:
      Campione del Galles e ammessa alla UEFA Champions League 2026-2027
      Ammessa alla UEFA Conference League 2026-2027
 Ammessa allo spareggio Conference League

## Poule retrocessione
Le squadre mantengono i punti conquistati nella stagione regolare.

### Classifica finale
|  | Pos. | Squadra | Pt | G | V | N | P | GF | GS | DR |
|  | ---- | ------- | -- | - | - | - | - | -- | -- | -- |
|  | 7.   |         | 0  | 0 | 0 | 0 | 0 | 0  | 0  | 0  |
|  | 8.   |         | 0  | 0 | 0 | 0 | 0 | 0  | 0  | 0  |
|  | 9.   |         | 0  | 0 | 0 | 0 | 0 | 0  | 0  | 0  |
|  | 10.  |         | 0  | 0 | 0 | 0 | 0 | 0  | 0  | 0  |
|  | 11.  |         | 0  | 0 | 0 | 0 | 0 | 0  | 0  | 0  |
|  | 12.  |         | 0  | 0 | 0 | 0 | 0 | 0  | 0  | 0  |

Legenda:
      Retrocesse in Cymru North o in Cymru South
Note:

Tre punti a vittoria, uno a pareggio, zero a sconfitta.